# Immortelle de l'Himalaya
Anaphalis triplinervis
Genre
Espèce
Classification APG III (2009)
L’Immortelle de l'Himalaya (Anaphalis triplinervis) est une espèce de plantes à fleurs de la famille des Astéracées, originaire de l'Himalaya.